# House of the Dragon
House of the Dragon är en amerikansk fantasy-dramaserie från 2022, skapad av Ryan Condal och George R.R. Martin för HBO. Serien är en prequel till Game of Thrones (2011–2019). Andra säsongen kommer att ha premiär den 16 juni 2024.
Serien baseras liksom Game of Thrones på den fiktiva värld som George R.R. Martin skapade i romansviten Sagan om is och eld, men utspelas omkring 200 år före handlingen i Game of Thrones. Manuset är främst baserat på den andra halvan av Martins roman Eld och blod (2018), en del av historien om det fiktiva kungahuset Targaryen. Serien hade premiär den 21 augusti 2022 och dess första säsong kommer att bestå av tio avsnitt. Fem dagar efter premiären, förnyades serien för en andra säsong. Den första säsongen fick mycket positiva recensioner, med beröm för dess karaktärsutveckling, visuella effekter, skrivande, filmmusik och skådespelarprestationer (särskilt Considine, Smith, D'Arcy, Alcock och Cooke). Däremot kritiserades tempot, särskilt i tidshoppen, och den mörka ljussättningen i vissa scener.

## Rollista (i urval)[5][6]

### Huvudroller
- Paddy Considine spelar kung Viserys I Targaryen,[7] den femte kungen av de Sju kungadömena. Han valdes i ett tronföljarval till att efterträda sin farfar Jaehaerys I på järntronen. Viserys är äldste son till Jaehaerys andre son Baelon, som avled före Jaehaerys.
- Matt Smith spelar prins Daemon Targaryen, som vid seriens början är presumtiv tronföljare som yngre bror till kung Viserys och farbror till prinsessan Rhaenyra. Han är hårdför och oberäknelig och rider draken Caraxes.
- Emma D'Arcy spelar prinsessan Rhaenyra Targaryen, kung Viserys äldsta och enda överlevande barn med Aemma Arryn. Hon är drakryttare och rider draken Syrax.
  - Milly Alcock spelar prinsessan Rhaenyra som ung, vid seriens början.
- Rhys Ifans spelar Ser Otto Hightower, far till Alicent Hightower och Kungens Hand, som assisterar kung Viserys i regeringen av riket. Han är politisk rival till prins Daemon.
- Steve Toussaint spelar lord Corlys Velaryon, "The Sea Snake", överhuvud för huset Velaryon och legendarisk sjöfarare.
- Eve Best spelar prinsessan Rhaenys Targaryen, drakryttare som rider draken Meleys. Hon är hustru till lord Corlys och känd som "The Queen Who Never Was", eftersom hon var äldsta barn till kung Jaehaerys äldre son Aemon och därmed hade starka anspråk på tronen men trots detta förlorade tronföljarvalet till sin kusin Viserys.
- Sonoya Mizuno spelar Mysaria, en dansare som vinner inflytande och prins Daemons förtroende.
- Fabien Frankel spelar Ser Criston Cole, en skicklig svärdsfäktare från gränstrakterna mot Dorne, son till den oadlige förvaltaren till Lord Blackhaven.
- Olivia Cooke spelar Lady Alicent Hightower, dotter till Ser Otto Hightower, uppväxt i kungaslottet och tillhör hovet. Känd som en av de vackraste kvinnorna i riket. Sedermera drottninggemål till kung Viserys.
  - Emily Carey spelar Lady Alicent Hightower som ung.
- Graham McTavish spelar Ser Harrold Westerling, befälhavare för Kungsvakten. Har tjänat sedan kung Jaehaerys dagar och var tidigare en framstående riddare. Han har ett särskilt uppdrag att skydda prinsessan Rhaenyra.
- Matthew Needham spelar Larys Strong, yngre son till lord Lyonel Strong.
- Jefferson Hall spelar både lord Jason Lannister, herre till Casterly Rock och väktare över Västern, och dennes tvillingbror Ser Tyland Lannister, en driven politiker som ersätter Corlys Velaryon som skeppsmästare i kungens råd.
- Harry Collett spelar prins Jacaerys Velaryon, prinsessan Rhaenyra Targaryen och Ser Laenor Velaryons äldste son. Han är drakryttare och rider draken Vermax.
  - Leo Hart spelar prins Jacaerys som ung.
- Tom Glynn-Carney spelar prins Aegon Targaryen, kung Viserys och drottning Alicents äldste son, halvbror till prinsessan Rhaenyra. Han är drakryttare och rider draken Sunfyre.
  - Ty Tennant spelar Aegon Targaryen som ung.
- Ewan Mitchell spelar prins Aemond Targaryen, tredje barnet och andra sonen i äktenskapet mellan kung Viserys och drottning Alicent. Han aspirerar på att bli drakryttare.
  - Leo Ashton spelar Aemond Targaryen som ung.
- Phia Saban spelar prinsessan Helaena Targaryen, andra barnet i äktenskapet och enda dottern mellan kung Viserys och drottning Alicent. Hon är drakryttare och rider draken Dreamfyre.
  - Evie Allen spelar prinsessan Helaena som ung.
- Bethany Antonia spelar lady Baela Targaryen, äldsta dotter till prins Daemon Targaryen och lady Laena Velaryon. Hon är drakryttare och rider draken Moondancer.
  - Shani Smethurst spelar Baela Targaryen som ung.
- Phoebe Campbell spelar lady Rhaena Targaryen, yngre dotter till prins Daemon Targaryen och lady Laena Velaryon.
  - Eva Ossei-Gerning spelar Rhaena Targaryen som ung.

### Återkommande biroller

#### Övriga medlemmar av kungafamiljen
- Nanna Blondell spelar lady Laena Velaryon, drakryttare och dotter till prinsessan Rhaenys och lord Corlys Velaryon. 
  - Savannah Steyn spelar Laena Velaryon som ung.
  - Nova Foueillis-Mosé spelar Laena Velaryon som barn.
- John Macmillan spelar Ser Laenor Velaryon, drakryttare och son till prinsessan Rhaenys och lord Corlys Velaryon.
  - Theo Nate spelar Laenor Velaryon som ung.
  - Matthew Carver spelar Laenor Velaryon som barn.
- Elliot Grihault spelar prins Lucerys Velaryon, prinsessans Rhaenyras och Ser Laenor Velaryons andre son. Han är drakryttare och rider draken Arrax.
  - Harvey Sadler spelar prins Lucerys som ung.

#### Kungliga rådgivare och vakter
- David Horovitch spelar Grand Maester Mellos, rådgivare till kung Viserys.
- Bill Paterson spelar lord Lyman Beesbury, herre till Honeyholt och skattmästare i kung Viserys råd.
- Gavin Spokes spelar lord Lyonel Strong, herre till Harrenhal och lagmästare i kung Viserys råd. Sedermera Kungens Hand.
- Elliott Tittensor spelar Ser Erryk Cargyll och
- Luke Tittensor spelar Ser Arryk Cargyll. Erryk och Arryk är riddare, tvillingar och medlemmar av Kungsvakten.
- Anthony Flanagan spelar Ser Steffon Darklyn, medlem av Kungsvakten.
- Phil Daniels spelar Maester Gerardys, en av de lärde från Citadellet.
- Kurt Egyiawan spelar Maester Orwyle, en av de lärde från Citadellet.

#### Adel och riddare
- Steffan Rhodri spelar lord Hobert Hightower, överhuvud för huset Hightower och herre till Gammelstad (Oldtown). Han är äldre bror till Ser Otto Hightower.
- Gary Raymond spelar The High Septon, överhuvud för De sjus religion.
- Julian Lewis Jones spelar lord Boremund Baratheon, herre till Stormens ände (Storm's End) och huset Baratheons överhuvud. Han är morbror till prinsessan Rhaenys Targaryen.
- Roger Evans spelar Ser Borros Baratheon, son till lord Boremund Baratheon.
- David Hounslow spelar lord Rickon Stark, herre till Vinterhed (Winterfell), väktare över Norden.
- Wil Johnson spelar Ser Vaemond Velaryon, yngre bror till Corlys Velaryon och befälhavare i huset Velaryons flotta.
- Ryan Corr spelar Ser Harwin Strong, "Harwin Breakbones", äldre son till lord Lyonel Strong och arvinge till Harrenhal. Sägs vara den starkaste mannen i de sju kungadömena.
- Solly McLeod spelar Ser Joffrey Lonmouth, riddare från huset Lonmouth, stridskamrat och älskare till Laenor Velaryon.

### Gästskådespelare
- Sian Brooke spelar drottning Aemma Arryn, gemål till kung Viserys Targaryen och även hans kusin, mor till prinsessan Rhaenyra, dotterdotter till kung Jaehaerys.
- Michael Carter spelar kung Jaehaerys Targaryen, "The Old King".
- Rachel Redford spelar lady Rhea Royce till Runestone, Daemon Targaryens separerade första hustru.
- Owen Oakeshott spelar Ser Gerold Royce, kusin till lady Rhea Royce.
- Daniel Scott-Smith spelar furst Craghas Drahar, "The Crab Feeder"

## Avsnitt
| Avsnitt | Titel                        | Regi               | Manus                      | Premiärdatum      | Tittarsiffror (USA) |
| ------- | ---------------------------- | ------------------ | -------------------------- | ----------------- | ------------------- |
| 1       | "The Heirs of the Dragon"    | Miguel Sapochnik   | Ryan Condal                | 21 augusti 2022   | 2,17 miljoner       |
| 2       | "The Rogue Prince"           | Greg Yaitanes      | Ryan Condal                | 28 augusti 2022   | 2,26 miljoner       |
| 3       | "Second of His Name"         | Greg Yaitanes      | Gabe Fonseca & Ryan Condal | 4 september 2022  | 1,75 miljoner       |
| 4       | "King of the Narrow Sea"     | Clare Kilner       | Ira Parker                 | 11 september 2022 | 1,81 miljoner       |
| 5       | "We Light the Way"           | Clare Kilner       | Charmaine DeGraté          | 18 september 2022 | 1,83 miljoner       |
| 6       | "The Princess and the Queen" | Miguel Sapochnik   | Sara Hess                  | 25 september 2022 |                     |
| 7       | "Driftmark"                  | Miguel Sapochnik   | Kevin Lau                  | 2 oktober 2022    |                     |
| 8       | "The Lord of the Tides"      | Geeta Vasant Patel | Eileen Shim                | 9 oktober 2022    |                     |
| 9       | "The Green Council"          | Clare Kilner       | Sara Hess                  | 16 oktober 2022   |                     |
| 10      | "The Black Queen"            | Greg Yaitanes      | Ryan Condal                | 23 oktober 2022   |                     |

## Mottagande
Recensioner för den första säsongen var generellt sett positiva, med kritiker som berömde manusförfattarna, regissören och skådespelarna. Lucy Mangan från The Guardian kallade serien en "rytande succé" med Lorraine Ali från Los Angeles Times som sade att programmet speglar hyllningen från de tidiga säsongerna av Game of Thrones. Skådespelarna fick också beröm, med Paddy Considine, Matt Smith, Emma D'Arcy och Olivia Cooke som pekas ut för sina framträdanden. I en intervju med GQ sade Considine att Martin sade till honom att "Din Viserys är bättre än min Viserys". Mångfalden av karaktärerna möttes av beröm.
Trots berömmet fick programmets första säsong kritik för skildringen av våld, tempo och filmfotografi. Los Angeles Times nämnde de ständiga skådespelarbytena som en orsak till bristen på känslomässig bindning till karaktärer. Det grafiska våldet i säsongspremiären med ett misslyckat kejsarsnitt kritiserades för att vara överdrivet och, enligt USA Today, "exploitativt och i dålig smak". Tidshoppen under den första säsongen noterades också för att vara skakande och orsaka förvirring. Dessutom var den mörka filmfotografin i avsnitt 7 en kritikpunkt från både kritiker och fans. Game of Thrones mötte liknande kritik angående ljussättningen av scener i säsong 8, med en av programmets filmfotografer som sade att det var ett "avsiktligt val".